# LLD
LLD o LL.D. es la abreviatura del término latino Legum Doctor ("Doctor de leyes"), que hace referencia a un doctorado en derecho en varios países del mundo, como Canadá, Estados Unidos y diversos miembros de la Unión Europea. Algunos países otorgan un doctorado honorario en leyes a quienes han ejercido la profesión de manera sobresaliente en sus carreras.